# Cross Sound
Der Cross Sound ist eine 19 km lange Meerenge im Alexanderarchipel im Panhandle von Alaska. Sie verbindet den Golf von Alaska mit der Icy Strait und liegt zwischen Chichagof Island im Süden und dem Festland im Norden.
Die nördliche Küste mit der Taylor Bay und der Dundas Bay ist Teil des Glacier-Bay-Nationalparks. In die Taylor Bay mündet der Brady-Gletscher.
Als nördlicher Ausgang der Inside Passage, einem langen, geschützten Wasserweg entlang der Küste zwischen Inseln und Festland, der bis fast nach Seattle im Süden reicht, bietet der Cross Sound vielen marinen Lebewesen wie Heilbutt, Lachs, Buckelwal oder Schweinswal Zugang zum offenen Meer.
Das Cape Spencer Lighthouse steht am nördlichen Übergang zum offenen Meer.
Benannt wurde die Meerenge von James Cook, in dessen Kalender der Tag der Entdeckung, der 3. Mai 1778, als Holy Cross day gekennzeichnet war.
Das CrossSound Festival ist nach der Meerenge benannt.